# Tawrijśke (rejon zaporoski)
Tawrijśke (ukr. Таврійське, do 2016 Kirowe, ukr. Кірове) – wieś na Ukrainie, w obwodzie zaporoskim, w rejonie zaporoskim, siedziba hromady. Liczy 2338 mieszkańców.